# Београд (музичка група)
Београд је српски и југословенски музички бенд, познат као један од пионира југословенске сцене електронске музике.

## Историја бенда

### Рана каријера (1980—1981)
Бенд је формиран у Београду, крајем 1980. године од стране Слободана Станића Грицка који је свирао синтисајзер и Љубодрага Бубала Љубе (бас-гитара и синтисајзер). Обојица су били позвани да се прикључе бенду Електрични оргазам, али то никада није реализовано.
Наредних година у бенд је приступио Љубодрагов брат Милан Бубало Мића који је радио на ритам машини и електричном бубњу, као и Дејан Станисављевић који је био вокал бенда и свирао за синтисајзером. У наредном периоду бенд је снимио своје прве нумере.
Први наступ бенд је имао у Драмском атељеу Дома омладине на Врачару, где су наступали са додатним чланом који је секвенцирао ритам машину иза позорнице.
На њиховим наредним наступима бенд је наставио тренд звања чланова других бендова, а са њима најчешће је наступао бубњар Милош Обреновић из београдског бенда У шкрипцу. Углавном су наступали у Драмском атељеу Дома омладине и у Клубу студената технике. Након неког времена Станић је напустио бенд, а након пар месеци паузе бенд је наставио са радом.

### Успех и распад бенда (1982—1983)
Током пролећа 1982. године, бенд је издао свој први сингл Сањаш ли у боји / Т.В., уједно и прву електронску песму на југословенској музичкој сцени. Аутор сингла био је Дејан Станисављевић који је потписао текст и музику, продуцент је био Саша Хабић, а сингл је изашао за Југотон. Сингл је издат у само 500 примерака и због тога се данас сматра ретким и колекционарским предметом.
Од августа до новембра 1982. године, бенд је снимао материјал за албум у Студију 5, ПГП РТБа. Албум под називом Ремек депо изашао је 1982. године и био је комбинација синт-попа и соула са лименим дувачким инструментима. Продукцију потписује Саша Хабић, саксофониста Паул Пигнон, трубач Стјепко Гут и тимпаниста Борислав Павићевић Бора Лонга као гост на албуму. Албум је био на четвртом месту листе Џубокс и у топ 10 југословенских рок албума у марту 1983. године, а остао је на тој листи и наредних дванаест недеља. Након изласка албума, средином 1983. године Станисављевић је напустио састав и бенд је престао са радом.

### Чланови након распада бенда
Након што је бенд престао са радом његови чланови сарађивали су са другим бендовима. Слободан Станић је са члановима бенда Дефектно Ефектни и Урбана Герила формирао бенд Berliner Strasse под утицајем британске постпанк и готик рок сцене и изводили су песме на немачком језику. Песма "Маске" бенда Berliner Strasse појавила се на компилацији Вентилатор 202 демо топ 10, 1983. године. Бенд се такође појавио у југословенском филму Нешто између, 1983. године где су извели песму "Achtung America".
Љубомир Бубало гостовао је на песми "Маске" на ритам машини. 1983. године био је и на ритам машини за бенд У шкрипцу, са којима је радио на њиховом студијску албуму О, је!, на траци "Плес жутог листа". Бубало је формирао синтпоп бенд Хај'мо, који је 1984. године избацио ЕП Ирина, пре него што је угашен. Браћа Бубало радили су на ритам машинама на песми "Руди" од Беби Дол.
Милан Бубало приступио је бенду Лаки Пингвини, са којима је снимио ЕП Шизика, који је изашао 1983. године као студијски албум, а радио је и на албумима Музика за младе (1984) и Стриптиз (1985). Бенд Лаки Пингвини престао је са радом 1989. године, а Милан Бубало га је поново основао 1994. године.
Дејан Станисављевић радио је са бендом Ду-Ду-А и појавио се на ритам машини, на албуму Руже и крв који је издала Беби Дол. Након тога живео је и радио у Канади као аниматор.

### Поновно оснивање (2012)
У августу 2012. године, бенд је поново почео са радом, са Дејаном Станисављевићем, Миланом Бубалом и новим члановима као што су Сана Гарић, Игор Панућ и Мирослав Ћатић. Након основања први наступ имали су у београдском клубу 20/44, 9. септембра 2012. године. Поред својих песама, бенд је изводио и песме бенда Ксанакс.
У јуну 2015. године бенд је издао свој први албум након поновног оснивања, под називом Пола/пола. Омот албума направио је илустратор и стрип уметник Алекса Гајић. Албум је пре тога најављен сингловима "Перцепција", који је изашао у марту 2013. године, "Зрнца прашине," који је изашао у новембру 2013. и синглом "Weltschmerz" у мају 2015. године.
На новом албуму нашло се седамнаест нових песама, старе поново обрађене песме бенда, седам видео записа као и броије фотографије са веб страницама о темама које су инспирисале чланове бенда у стварању албума.

## Наслеђе
Године 2015. српски алтернативни рок састав Џа или Бу уврстио је песму "Опасне игре" на њиховој компилацији Ретровизор. Године 2011. на београдском Миксер фестивалу, бенд Сви на под! извео је све песме са албума Ремек депо.
Године 2006. песма "Опасне игре" нашла се на 93. месту листе Б92 100 најбољих домаћих песама.
У књизи Петра Јањатовића, Песме братства, детињства и потомовска: Антологије екс ЈУ рок поезије 1967—2007, нашла се песма "Опасне игре".

## Дискографија

### Албуми
- Ремек депо (1983)
- Пола/пола (2015)

### Синглови
- "ТВ" / "Сањаш ли у боји?" (1982)

### Гостовања
- "ТВ" (Врући дани и вреле ноћи; 1982)
- "ТВ" (Рокенрол "Равно до дна" и друге више мање чудновате песме (1980—1989); 1999)
- "ТВ" (ЈУ електроника 1978–1991); 2005)
- "Мрак" (New Waves Of Old; 2011)